# 유로 자동차 세그먼트
유럽 전역의 안전 평가 프로그램인 유로 NCAP을 제외하고는, 유로 자동차 세그먼트(영어: Euro Car Segment)는 공식적인 특성이나 규정이 없다. 비록 정의가 모호하지만, 무게와 크기 매개변수에 기반한 A-F 세그먼트 사이에는 거의 중복이 없다.
모델 세그먼트는 잘 알려진 브랜드 모델과의 비교에 기반하는 경향이 있다. 예를 들어, 폭스바겐 골프와 같은 차는 포드 포커스 크기 등급에 속한다고 설명될 수 있고, 그 반대도 마찬가지다. 폭스바겐 폴로는 더 작기 때문에 골프보다 한 세그먼트 아래에 속하며, 더 큰 파사트는 한 세그먼트 위에 속한다.
세그먼트의 명칭은 1999년 EU 문서 '사례 번호 COMP/M.1406 현대/기아 규정 (EEC) No 4064/89 합병 절차'에서 언급되었지만 정의되지는 않았다.
| 코드 | 의미            | 대략적인 길이                                      | 예시                     | 이미지 |
| ---- | --------------- | -------------------------------------------------- | ------------------------ | ------ |
| A    | 초소형          | 2.7–3.7 m (8.9–12.1 ft)                            | 피아트 500               |        |
| B    | 소형            | 3.7–4.2 m (12.1–13.8 ft)                           | 토요타 야리스            |        |
| C    | 준중형          | 4.2–4.6 m (13.8–15.1 ft)                           | 토요타 코롤라            |        |
| D    | 중형            | 4.6–4.8 m (15.1–15.7 ft)                           | 오펠 인시그니아          |        |
| E    | 준대형          | 4.8–5.0 m (15.7–16.4 ft)                           | BMW 5 시리즈             |        |
| F    | 대형            | 5.1 m (16.7 ft) 이상                               | 메르세데스-벤츠 S 클래스 |        |
| J    | 스포츠 유틸리티 | A-F를 따라 JA-JF 참고 항목: 크로스오버 (자동차)    | 지프 랭글러              |        |
| M    | 다목적          | B-F를 대략적으로 따름 미니 MPV, 콤팩트 MPV, 미니밴 | 폭스바겐 ID. 버즈        |        |
| S    | 스포츠          | 일반적으로 D-F 크기                                | 아우디 TT                |        |

## 같이 보기
- 자동차 대여 산업 시스템 표준 협회
- 차체형식
- 자동차 분류
- 화물자동차 분류
- 차격